# Head & Shoulders
Head & Shoulders (auch Head’n Shoulders) ist eine von Procter & Gamble gehaltene Marke, unter der das Unternehmen insbesondere Shampoo gegen Schuppen vertreibt.

## Geschichte
Procter & Gambles Forscher entschieden sich im Jahr 1950, ein neues Antischuppenshampoo zu entwickeln, weil die damals erhältlichen Produkte nicht gegen Kopfhautprobleme halfen. Beinahe ein Jahrzehnt wurde nach einer neuen Substanz gesucht und schließlich der Wirkstoff Zink-Pyrithion ausgewählt. Produkte unter dem Markennamen Head & Shoulders wurden 1961 das erste Mal dem US-Markt vorgestellt.
Der Name bezieht sich auf die englische Redewendung to be head and shoulders above somebody „jemandem turmhoch überlegen sein“ (z. B. Head and shoulders, he's the best guitar player I know.).

## Produkte
Im Unterschied zu anderen Shampoos gab es bis in die späten 1990er Jahre von Head & Shoulders relativ wenige Variationen. Heute gibt es über zehn unterschiedliche Sorten dieses Shampoos, die für verschiedene Haartypen geeignet sein sollen. Für Männer und Frauen gibt es jeweils eine extra Sparte, die für Frauen wurde jedoch erst 2019 unter dem Namen „Suprême“ eingeführt.

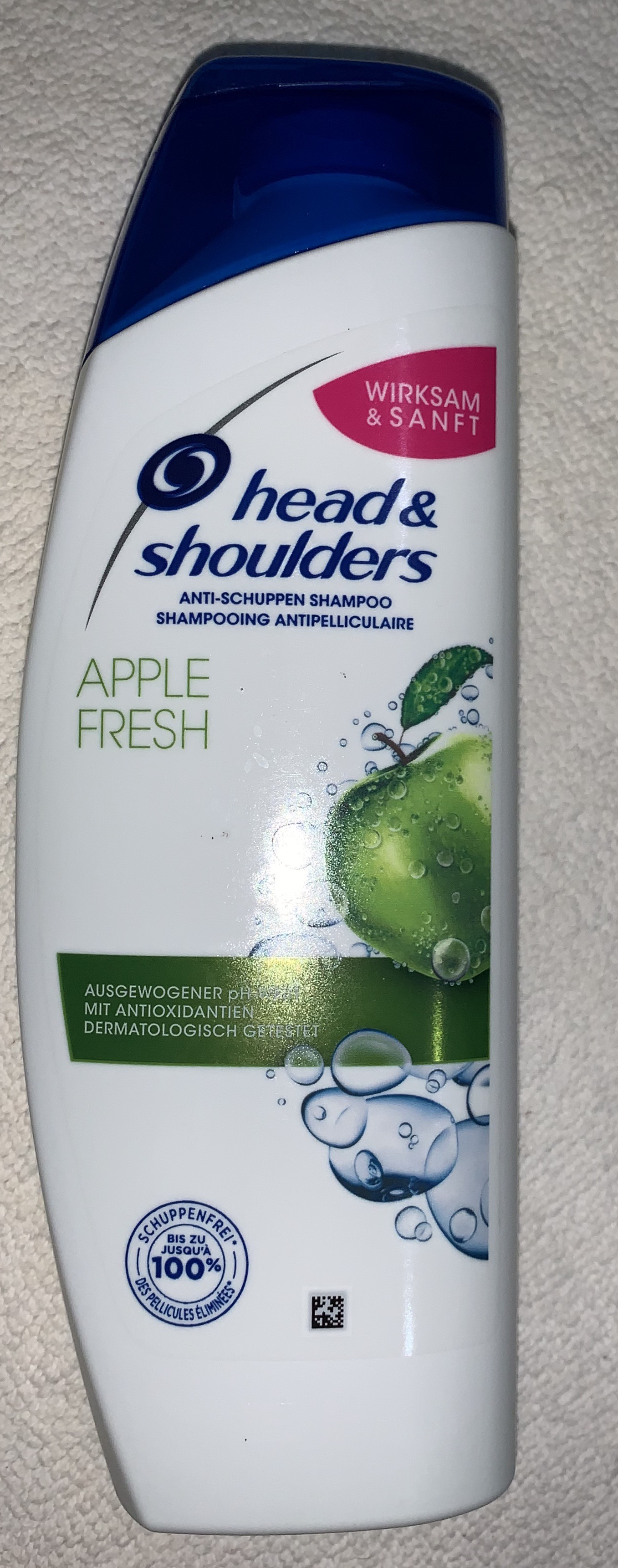
Head-&-Shoulders-Shampoo in der Sorte Apple Fresh

## Wirkstoff
Eine Studie, ausgeführt vom medizinischen Zentrum der Universität Lüttich, erwies, dass der Wirkstoff Zink-Pyrithion gegenüber dem Wirkstoff Ketoconazol mancher Konkurrenzprodukte in der Behandlung von Schuppen etwas weniger wirksam ist.
2021 prüfte Ökotest die Inhaltsstoffe mit folgenden Ergebnissen und Kritikpunkten:
| Inhaltsstoff            | Kritikpunkt Ökotest 2021                                                                                            |
| ----------------------- | --- |
| Natriumlaurylsulfat     | Natriumlaurylsulfat gilt als vergleichsweise aggressiv und kann die Kopfhaut und Schleimhäute reizen.               |
| künstlicher Moschusduft | Duftstoffe reichern sich im menschlichen Fettgewebe an. Tierversuche haben zudem Hinweise auf Leberschäden gegeben. |
| PEG-Verbindungen        | Machen die Haut durchlässiger für Fremdstoffe                                                                       |
| Silikone                | Können über das Abwasser in die Umwelt gelangen, langfristige Auswirkungen sind noch unklar                         |

Ökotest entschied sich daher, Head and Shoulders mit "ungenügend" zu bewerten.

## Marketing
- Am Ende des Films Evolution wird offensive Produktplatzierung für die Marke betrieben. Siehe auch: Selensulfide#Fiktion
- Als Testimonial der Marke ist seit Anfang 2013 der Fußballspieler Mats Hummels engagiert. Zuvor waren auch Sebastian Vettel und Michael Phelps in Werbespots für Head & Shoulders im Einsatz.[5]
- Seit Anfang 2019 ist Head & Shoulders Partner des FC Bayern München, hierbei wird mit Spielern wie Robert Lewandowski, Corentin Tolisso und David Alaba in kurzen Spots für das Shampoo geworben.[6]
- Am 14. Juni 2019 veröffentlichte der YouTube-Kanal „Breaking Lab“ unter dem damaligen Moderator Philip Häusser ein Video, in dem er u. a. zu Gast bei den Laboren von Head & Shoulders Deutschland in Schwalbach am Taunus war.
- Seit 2019 wird für die neue Sparte „Suprême“ mit der Tennisspielerin Angelique Kerber geworben.[7]